# اسکار ماز
اسکار ماز (اسپانیایی: Oscar Más‎؛ زادهٔ ۲۹ اکتبر ۱۹۴۶) بازیکن فوتبال اهل آرژانتین است.

## باشگاهی
از باشگاه‌هایی که در آن بازی کرده‌است می‌توان به باشگاه فوتبال رئال مادرید، باشگاه فوتبال ریور پلاته، اشاره کرد.

## تیم ملی
وی همچنین در تیم ملی فوتبال آرژانتین بازی کرده‌است.